# Уккусікселік (національний парк)
Національний парк Уккусікселік ([uːkuːˈsɪksəlɪk]) — національний парк у Нунавуті, Канада. Він охоплює 20 885 км2 (8 064 миля2) тундри та прибережної вати на південь від Північного полярного кола та села Репалс-Бей (колишня затока Репалс), від Гудзонової затоки Рос-Велком до західних Барренлендів і витоку річки Браун. Парк оточує Вейджер-Бей, 100 км (62 миля) — довга затока Гудзонової затоки. Хоча це найменший з чотирьох національних парків Нунавуту, він шостий за величиною в Канаді. Його назва пов'язана зі знайденим там жировиком: Уккусікселік означає «де є матеріал для кам'яного горщика» (від ukkusik, що означає горщик або каструля, як qulliq).
Окрім зворотного водоспаду та понад 500 археологічних пам'яток, у тому числі старої торгової пост компанії Гудзонової затоки (КГЗ), у регіоні мешкають такі види тварин, як білі ведмеді, ведмеді гризлі, арктичний вовк, карибу, тюлені та Сапсани. Рослинність парку — типова низька тундра, з березою карликовою, вербою та кущівкою. У долинах річок можна зустріти розрізнені ділянки бореального лісу.
Зараз парк нежилий, але інуїти жили там з 11 століття до 1960-х років. У цьому районі виявлено залишки пасток для лисиць, кільця для наметів і схованки з їжею. З 1925 по 1947 рік у цьому районі діяла торгова точка компанії Гудзонової затоки.
Парк був створений 23 серпня 2003 року, ставши 41-м національним парком Канади та четвертим у Нунавуті. До нього можна дістатися з найближчих населених пунктів Бейкер-Лейк або Науджаат літаком або човном.

## Історія

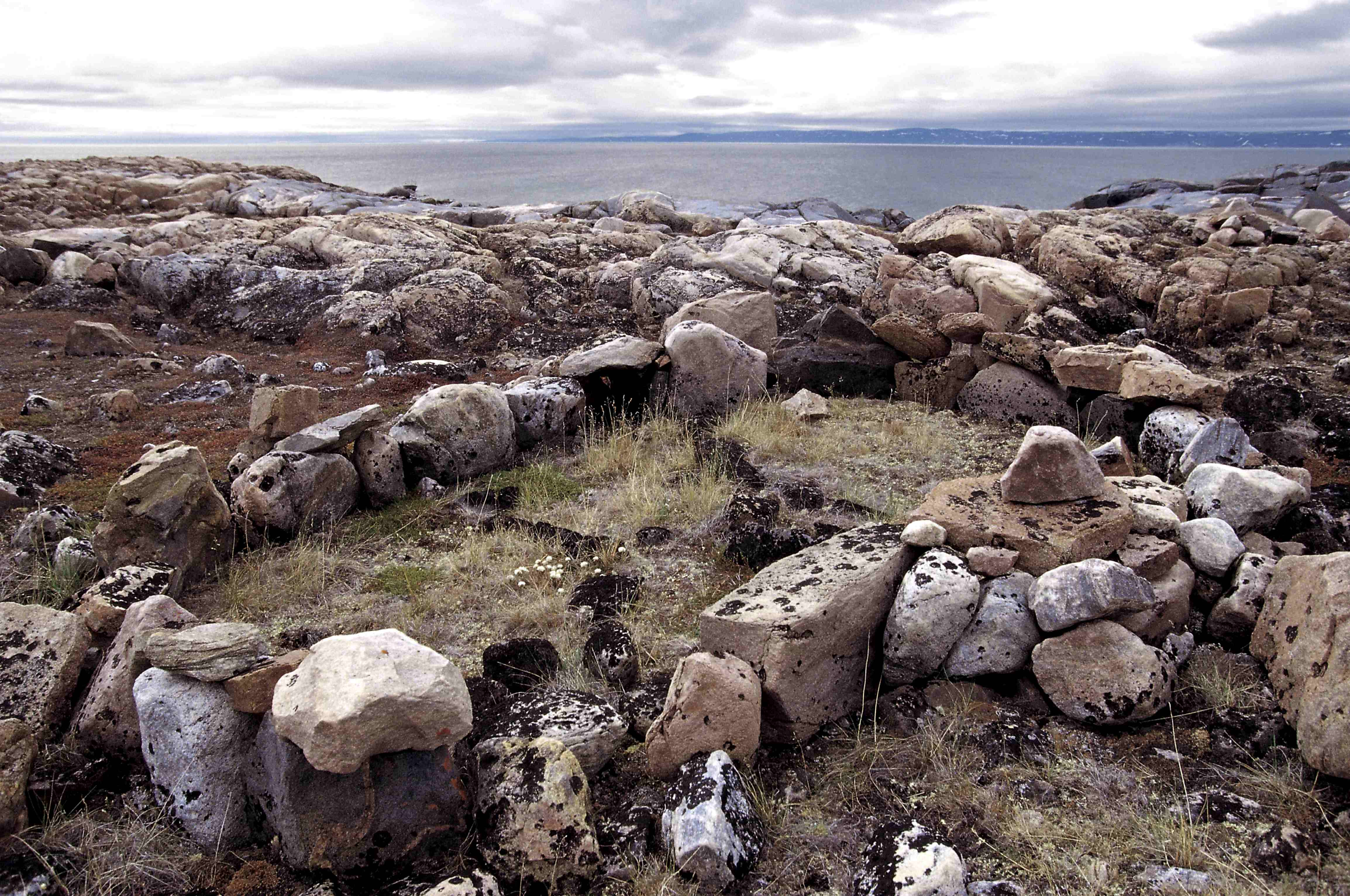
Реліквії кармаку, Тініттукт Флетс (Вагер-Бей)

Про ранню історію Вагер-Бей написано небагато, оскільки до 19 століття цей район був населений інуїтами, які традиційно передавали свою історію з уст в уста.
Однак існує значна кількість кам'яних реліквій, головним чином кілець наметів від народу туле, інуксук, тайники та притулки, які свідчать про те, що узбережжя Вагер-Бей було заселене протягом тисячоліть. За останні роки було виявлено близько 500 археологічних пам'яток культури Дорсет (500 р. до н. е. — 1000 р. н. е.), а також культури Туле (1000—1800 р. н. е.) та останніх двох століть.
Інуїти Барренленду (або інуїти карибу) не були однорідним племенем, а родинами досить різноманітних груп:
- Ukkusiksalingmiut з регіонів Бек-Рівер і Гейс-Рівер
- Айвілінгміут з регіону Науджаат
- Qairnirmiut з регіонів Бейкер-Лейк і Честерфілд-Інлет
- Нецилік інуїт (Natsilingmiut) з околиць Кугаарук і Талойоак

### Перші європейці
У 1742 році Крістофер Міддлтон на своєму вітрильнику Furnace був першим європейцем, який увійшов у фіорд, який він не міг залишити кілька тижнів через льодохід .
Він назвав затоку на честь сера Чарльза Вагера, першого лорда Британського адміралтейства, а бухту, де він кинув якір у гавані Дуглас, назвав на честь Джеймса та Генрі Дугласів, спонсорів його експедиції. Прилеглі острови Севідж він назвав на честь «диких ескімосів», яких він там зустрів.
Міддлтон не досяг успіху у своїх пошуках Північно-Західного проходу, як і Вільям Мур зі своїм шлюпом «Діскавері» п'ять років потому. Оскільки регіон був надто віддаленим і вважався марним, європейці більше століття не реєстрували та не відвідували затоку. У 1860-х роках двощоглове судно американського дослідника Чарльза Френсіса Голла  «Монтічелло» досягло Роес-Велкам-Саунд у 1864 році під час пошуків втраченої експедиції Джона Франкліна Північно-Західним проходом 1845 року, і йому довелося зимувати в гирлі затоки Вагер.
У 1879 році інша американська експедиція на чолі з лейтенантом Фредеріком Шваткою, яка шукала Джона Франкліна, пройшла суходолом поблизу Вагер-Бей. Регіон зрештою став визнаним, коли наприкінці 19 століття тут почалася торгівля хутром.

### Початок 20 ст
На початку 20-го століття канадський уряд виявив інтерес до регіону Вагер-Бей і відправив геолога Альберта Пітера Лоу на Нептуні, щоб встановити суверенітет Канади над арктичною північчю.
Майже в той самий час, у 1900 році, американський китобій Джордж Г. Клівленд, працюючи сам, заснував біля входу в затоку китобійну станцію, яка діяла протягом наступних чотирьох років. Незважаючи на закриття ним станції, шотландські китобої деякий час випробовували щастя, полюючи на морських ссавців у районі Вагер. Великі залізні наконечники гарпунів та інші залишки все ще знаходять на островах Севідж.
У 1910 році Королівська північно-західна кінна поліція (КПЗКП, попередник Королівської канадської кінної поліції) створила поліцейський пост на узбережжі Вагер-Бей, поблизу островів Севідж. Аварія поліцейського човна в невеликій затоці на південно-східному березі затоки Вагер є свідченням короткої присутності поліції там.

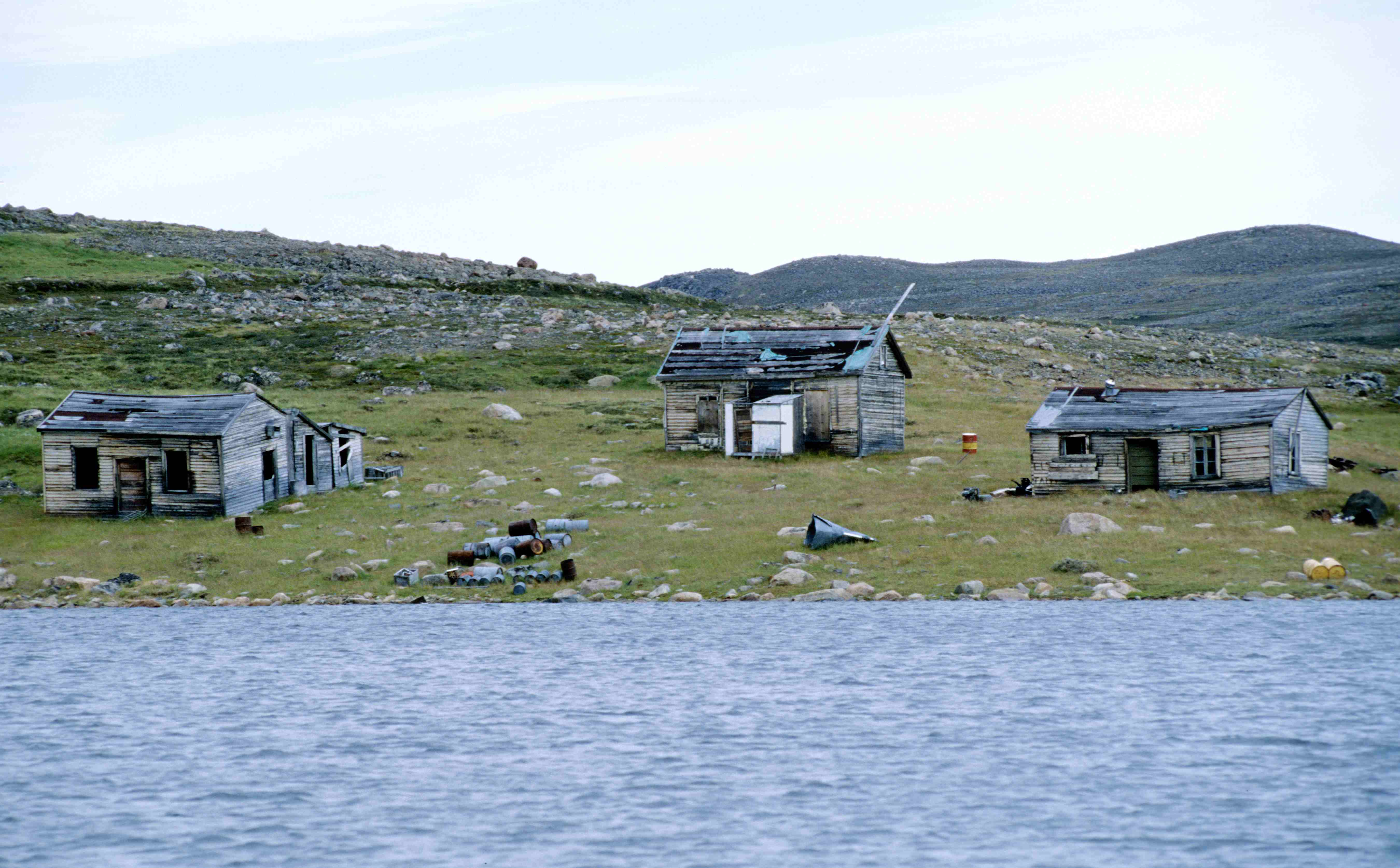
Покинутий форпост компанії Гудзонової затоки, озеро Форд

У 1915 році Джордж Клівленд створив тимчасову — і першу в регіоні — торговельну станцію біля гирла Вагер-Бей. У 1919 році Клівленд, який тепер працював на КГЗ, знову створив торговий пункт у гирлі затоки Вагер. Він перевозив будівельні матеріали для створення поста КГЗ Репалс-Бей. Ця посада, розташована у вигідному місці на північному кінці Роуз-Велкам-Саунд, стала важливою для намірів компанії розширити свій бізнес на північ.
Поряд із цією діяльністю на місцевому рівні компанія Гудзонової затоки в перші роки 20-го століття докладала великих зусиль, щоб взяти під контроль торгівлю хутром. Вони почали будувати велику та густу мережу постів від безплідних земель на північному заході Гудзонової затоки до північного узбережжя континенту. Згідно з цими планами, пост на самому віддаленому краю затоки Вагер повинен відігравати ключову роль. Цей новий пост мав включати район Уккусіксалінгміут до гирла річки Бек, 250 км (160 миля) на північний захід, у стратегію компанії, тим самим, якщо це можливо, запобігаючи комерційній діяльності конкурентів, Revillon Frères, які працюють зі своєї бази в Бейкер-Лейк. Наприкінці літа 1925 року двощоглова шхуна «Форт Честерфілд» увійшла в канал і, слідуючи пораді місцевих інуїтів, знайшла добре захищену затоку в Тусжуджаку (тепер озеро Форд, назване на честь Дж. Л. Форда, начальника пошти в 1929 році), щоб створити свою стратегічну станцію.
У перші роки справи йшли непогано. Окрім пропонування звичайних товарів, пошта підтримувала інуїтів у цілому та надавала, наскільки це було можливо, медичну допомогу. Таким чином, це стало місцем зустрічі, яке дозволяло інуїтам із віддалених таборів також обмінюватися новинами. У грудні 1929 року було нараховано двадцять дві родини інуїтів, загалом 107 осіб, які таборували у своїх іглу неподалік. Невдовзі торгівля хутром перестала розвиватися. У 1933 році компанія Гудзонової затоки змінила свій головний пост на форпост і довірила управління ним інуку Ікунгаджуку (Вейгер-Діку). Таким чином він отримав шанс розпочати власний бізнес у торгівлі хутром. Вейгер-Дік і його сім'я жили в будівлях посту і керували постом до 1946 року. Зрештою компанія досягла успіху у своїй стратегії щодо конкурентів і придбала Revillon Frères у 1936 році.

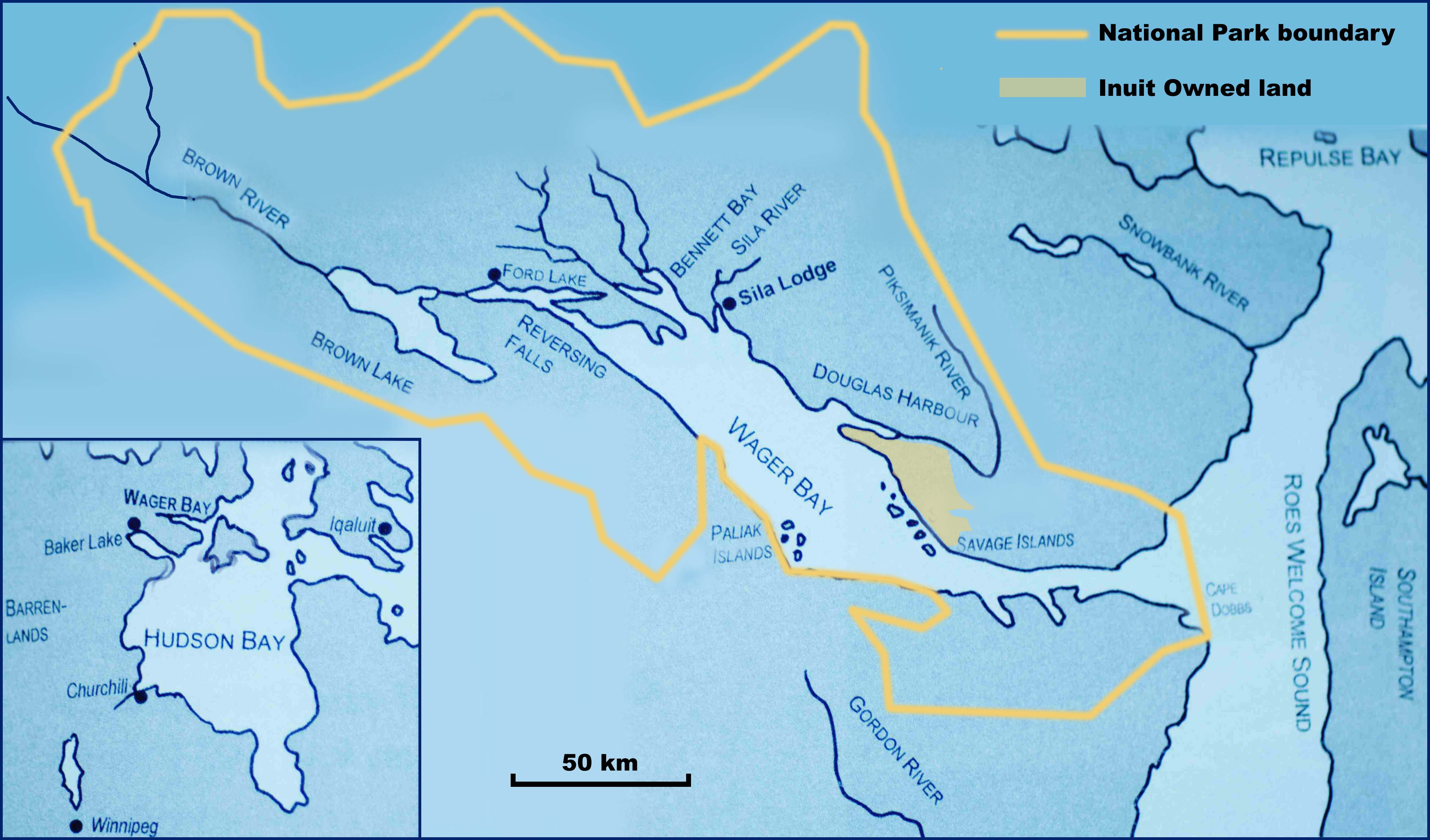
Національний парк Уккусікселік

Католицькі місіонери, Місіонери Облати Непорочної Марії, які проходили повз у ті роки, створили невелику місію на одному з островів Севідж, але ніколи не мали великого успіху та відійшли, коли діяльність компанії Гудзонової затоки припинилася до середини 1940-х років, а інуїти мігрували в громади.
Приблизно через 30 років, з 1979 по 1981 рік, інуїти з Ранкін-Інлет намагалися відродити свою колишню батьківщину, але безуспішно. Зараз територія не зайнята людьми, за винятком випадкових відвідувачів та місцевих інуїтів, які полюють у цьому районі.
Оголошений національним парком 23 серпня 2003 року, Уккусікселік став 41-м національним парком Канади.

## Пейзаж

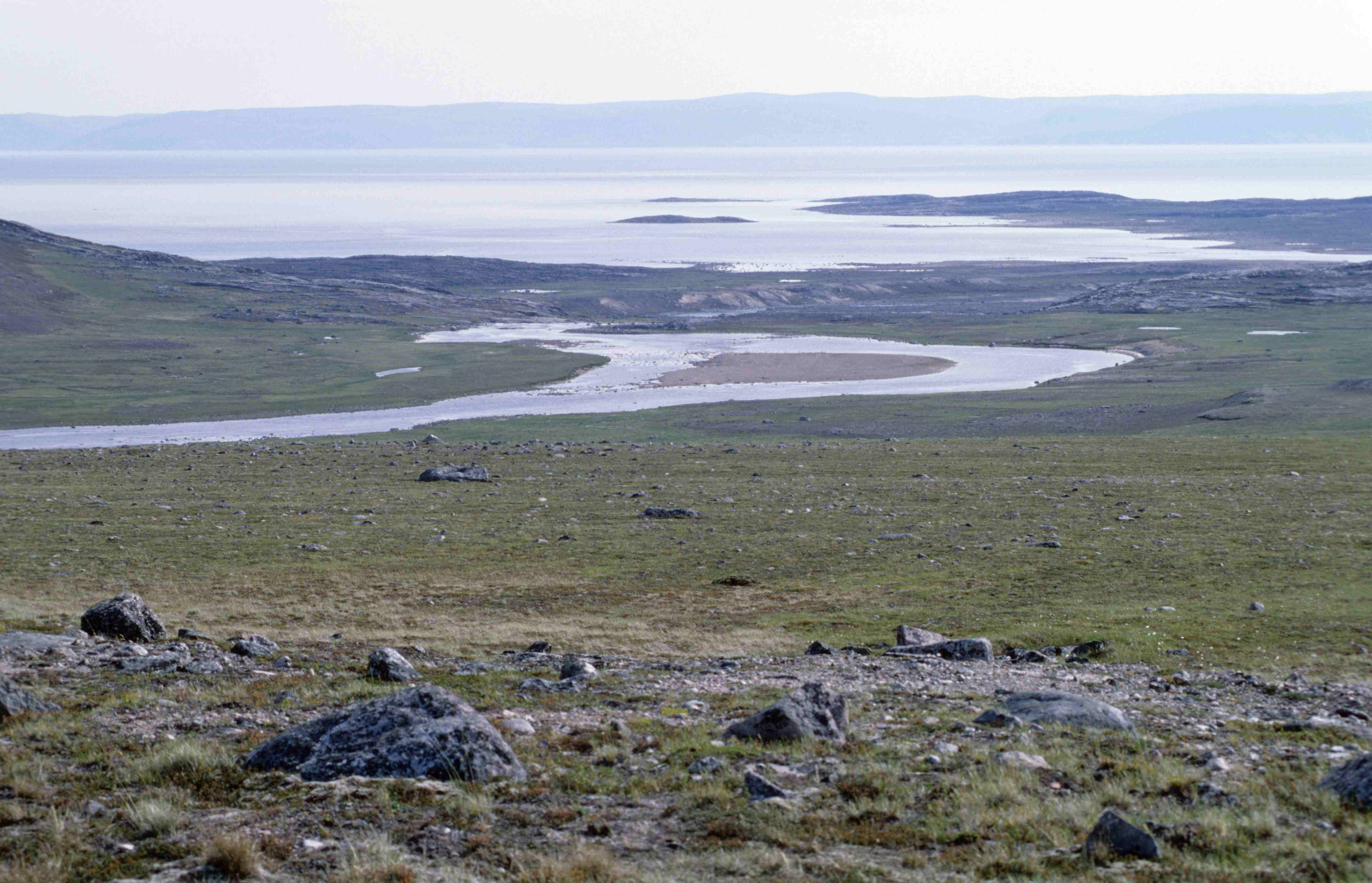
Річка Сила і затока Вагер

У північно-західному куті Гудзонової затоки близько 200 км (120 миля) на північний схід від затоки Честерфілд, біля мисів Фуллертон і Кендалл, є вхід у затоку Рос-Велкам-Саунд, яка простягається на північ між Барренлендами регіону Ківаллік (що означає: кордон землі) та островом Саутгемптон до затоки Репалс, де є селище з такою назвою, розташоване за полярним колом. Вагер-Бей — це вхідна бухта Рос-Велком-Саунд, майже в її географічному центрі, поблизу мису Доббс.
Вагер-Бей є ядром національного парку. Його вхід — досить вузьке горлечко, більше 30 км (19 миля) завдовжки і приблизно 4 км (2,5 миля) широкий у найвужчому місці. Припливи піднімаються й опускаються до 8 метрів (26 фут) і течії є надзвичайними та спричиняють великі накопичення льодових мас упродовж більшої частини року, часто перешкоджаючи проходу плавзасобів. На початку літа паводкова вода змиває велику кількість дрейфуючої криги та айсбергів у затоку. Вони накопичуються під час відпливу, закривають вузьке місце, як пробка, і можуть залишатися годинами або навіть днями.
У деяких місцях Вагер-Бей перевищує 250 м (820 фут) завглибшки. Фіорд до 35 км (22 миля) завширшки та майже 200 км (120 миля) завдовжки, простягаючись на північний захід до Ківаллік-Барренленд. Він сягає широти 66°, отже, близько 40 км (25 миля) від Полярного кола.

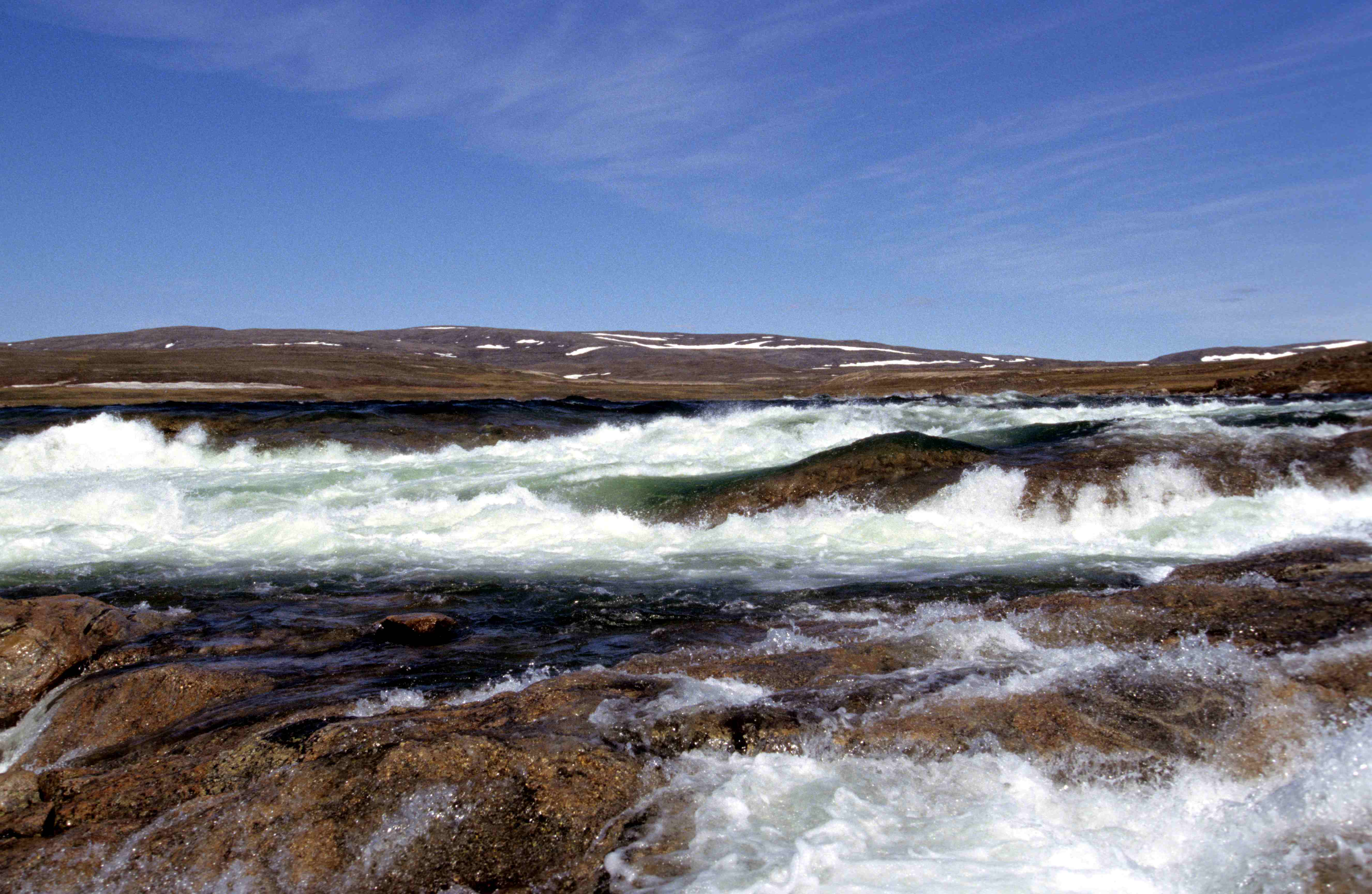
«Другий водоспад» річки Сила

Навіть на його західному кінці вражаючі припливи між затокою Вагер і 2 км (1,2 миля) широке озеро Форд (Тусджуджак на інуктитуті), трапляються так звані Зворотні водоспади. У Канаді відомі лише три з цих явищ, Реверсивний водоспад у Нью-Брансвіку та Бар'єр-Інлет, Гудзонова протока, Нунавут — інші. Найсильніші — у Норвегії, 30 км (19 миля) на схід від Буде, Нурланн. Вони називаються Салстреумен і вважаються найсильнішими у світі припливними течіями.
Ґрунти району характерні для Канадського щита.

## Клімат
Клімат переважає арктично-морський; порівняно невелика кількість опадів, низькі температури і сильні вітри. Тут найвищий у Північній Америці холодний вітер і найбільші замети. Завдяки цьому національний парк вважається «високоарктичним».
Примітною особливістю є те, що на південному березі затоки Вагер крутий гірський хребет, пронизаний колишніми льодовиками, сильно впливає на погоду. Через близькість до Гудзонової затоки зниження температури та сильний туман є нормальними влітку, як хуртовини на початку осені. Затока повністю не звільняється від льоду до кінця липня, хоча температура може коливатися від прохолодної до дуже теплої в період із травня по вересень.

## Тваринний світ

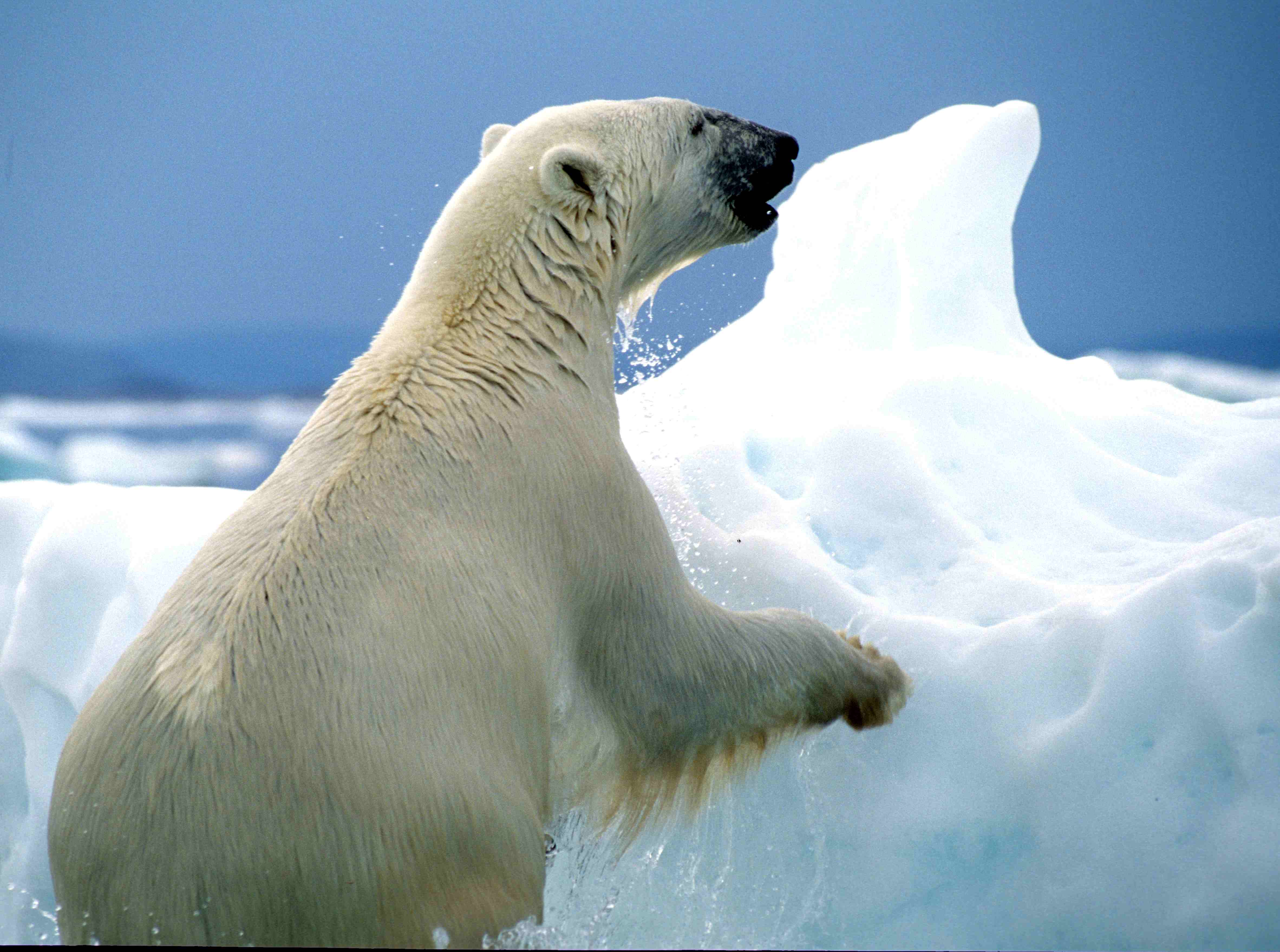
Самець білого ведмедя піднімається на крижину

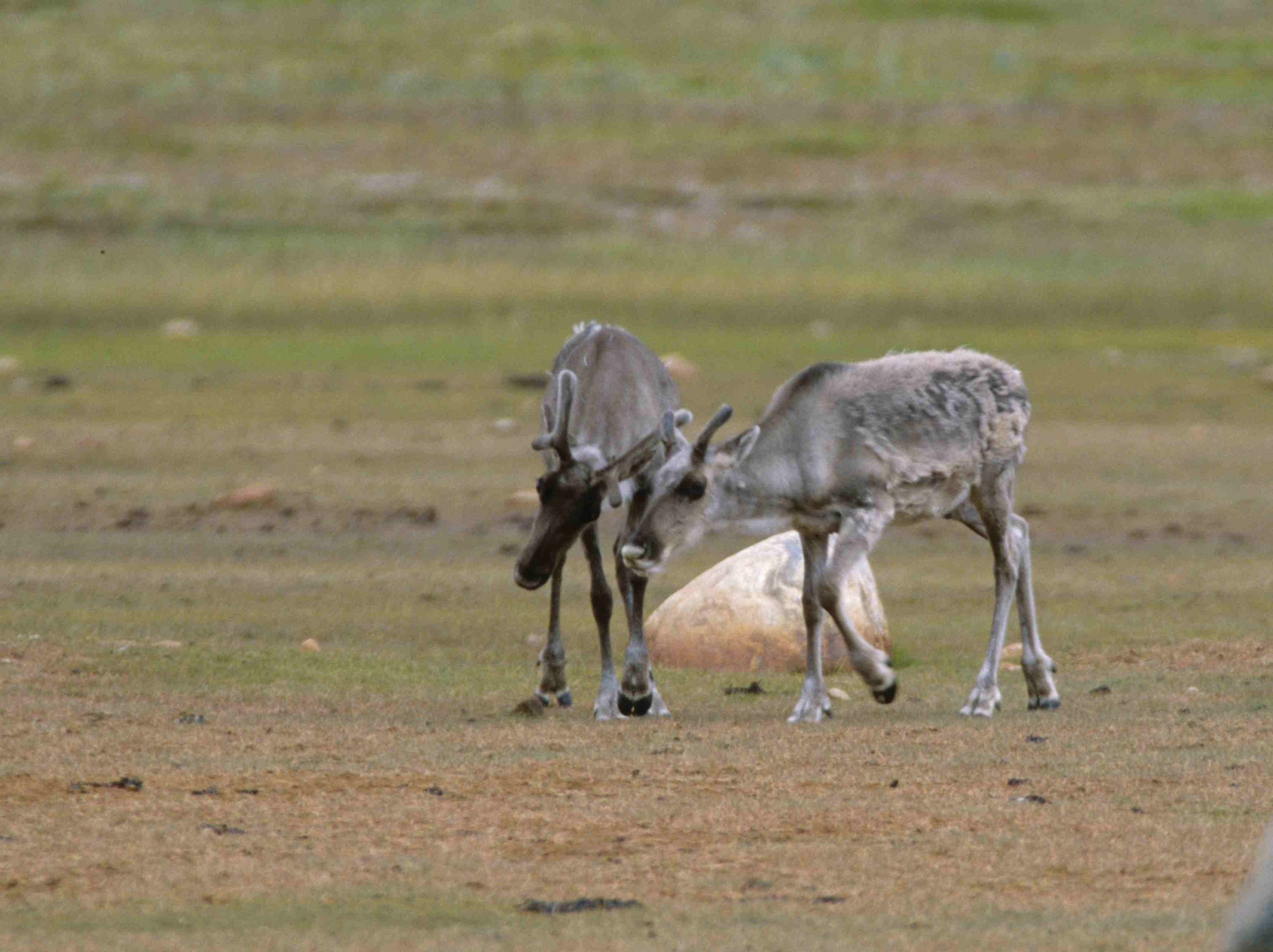
Два молоді карибу в затоці Вагер під час відпливу

Згідно з фактичними зоологічними дослідженнями, в парку є шістнадцять видів ссавців. На південному березі затоки Вагер є велика лігва білих ведмедів. Тому в липні і на початку серпня білих ведмедів можна спостерігати з човна, на льодах, на островах або плаваючи зблизька. Пірі карибу (Rangifer tarandus) і цікаві арктичні ховрахи (Spermophilus parryii) підходять близько до притулку Сила. Рідше можна побачити сором'язливих лемінгів (Lemmus sibiricus). Завдяки камуфляжу песців (Alopex lagopus) і зайців-русаків (Lepus arcticus) нелегко помітити, але їх, швидше за все, можна побачити під час втечі. Інші тварини, яких іноді бачать, включають арктичних вовків (Canis lupus arctos), вівцебиків (Ovibos moschatus), зайців-русаків (Lepus americanus) і росомах (Gulo gulo).
На території парку можна побачити декілька видів морських ссавців: у великій кількості живуть нерпа кільчаста (Phoca hispida) та лахтак бородатий (Erignathus barbatus), а також час від часу морж (Odobenus rosmarus), тюлень звичайний (морський тюлень, Phoca vitulina), білуха (Delphinapterus leucas), нарвал (Monodon monoceros) або кит гренландський (Balaena mysticetus) можуть з'явитися в затоці Вагер.
Було зареєстровано лише чотири види риб: палія арктична (Salvelinus alpinus), озерна форель (Salvelinus namaycush), товстолобик (Cyclopterus lumpus) і колючка дев'ятиголкова (Pungitius pungitius).
Птахівники можуть спостерігати до сорока видів, серед яких:
- Хижі птахи
  - Беркут (Aquila chrysaetos)
  - Кречет (Falco rusticolus, птах північно-західних територій)
  - Сапсан (Falco peregrinus)
  - Зимняк (Buteo lagopus)
  - Сова біла (Bubo scandiacus)
- Водяні та морські птахи
  - Пухівка (Somateria mollissima)
  - Пухівка горбатодзьоба (Somateria spectabilis)
  - Морянка (Clangula hyemalis)
  - Шилохвіст північний (Anas acuta)
  - Казарка канадська (Branta canadensis)
  - Гуска біла (Chen caerulescens)
  - Казарка чорна (Branta bernicla)
  - Лебідь чорнодзьобий (Cygnus columbianus)
  - Гагара полярна (Gavia immer)
  - Гагара білодзьоба (Gavia adamsii)
  - Гагара білошия (Gavia pacifica)
  - Гагара червоношия (Gavia stellata)
  - Мартин полярний (Larus hyperboreus)
  - Мартин білий (Pagophila eburnea)
  - Поморник довгохвостий (Stercorarius longicaudus)
  - Мартин сріблястий (Larus argentatus)
  - Мартин арктичний (Larus thayeri)
  - Чистун арктичний (Cepphus grylle)
  - Крячок полярний (Sterna paradisaea)
- Берегові птахи
  - Побережник білий (Calidris alba)
  - Побережник канадський (Calidris bairdii)
  - Побережник арктичний (Calidris melanotos)
  - Побережник тундровий (Calidris pusilla)
  - Побережник білогрудий (Calidris fuscicollis)
  - Пісочник канадський (Charadrius semipalmatus)
  - Сивка американська (Pluvialis dominica)
  - Журавель канадський (Grus canadensis)
- Співочі птахи
  - Пуночка (Plectrophenax nivalis)
  - Подорожник лапландський (Calcarius lapponicus)
  - Крук (Corvus corax)
  - Куріпка тундрова (Lagopus muta, птах Нунавуту)
  - Рогатий жайворонок (Eremophila alpestris)
  - Щеврик гірський (Antus spinoletta)

Нагірна дичина
- - Куріпка біла (Lagopus lagopus)

## Флора
З одного боку, національний парк є типовою кам'янистою тундрою, з іншого боку, під водоростями, мохоподібними та лишайниками леканоровими зростає флора із 25 родин квіткових рослин. Вони тісно пов'язані з альпійською флорою, але відрізняються. Трапляються такі родини та види:

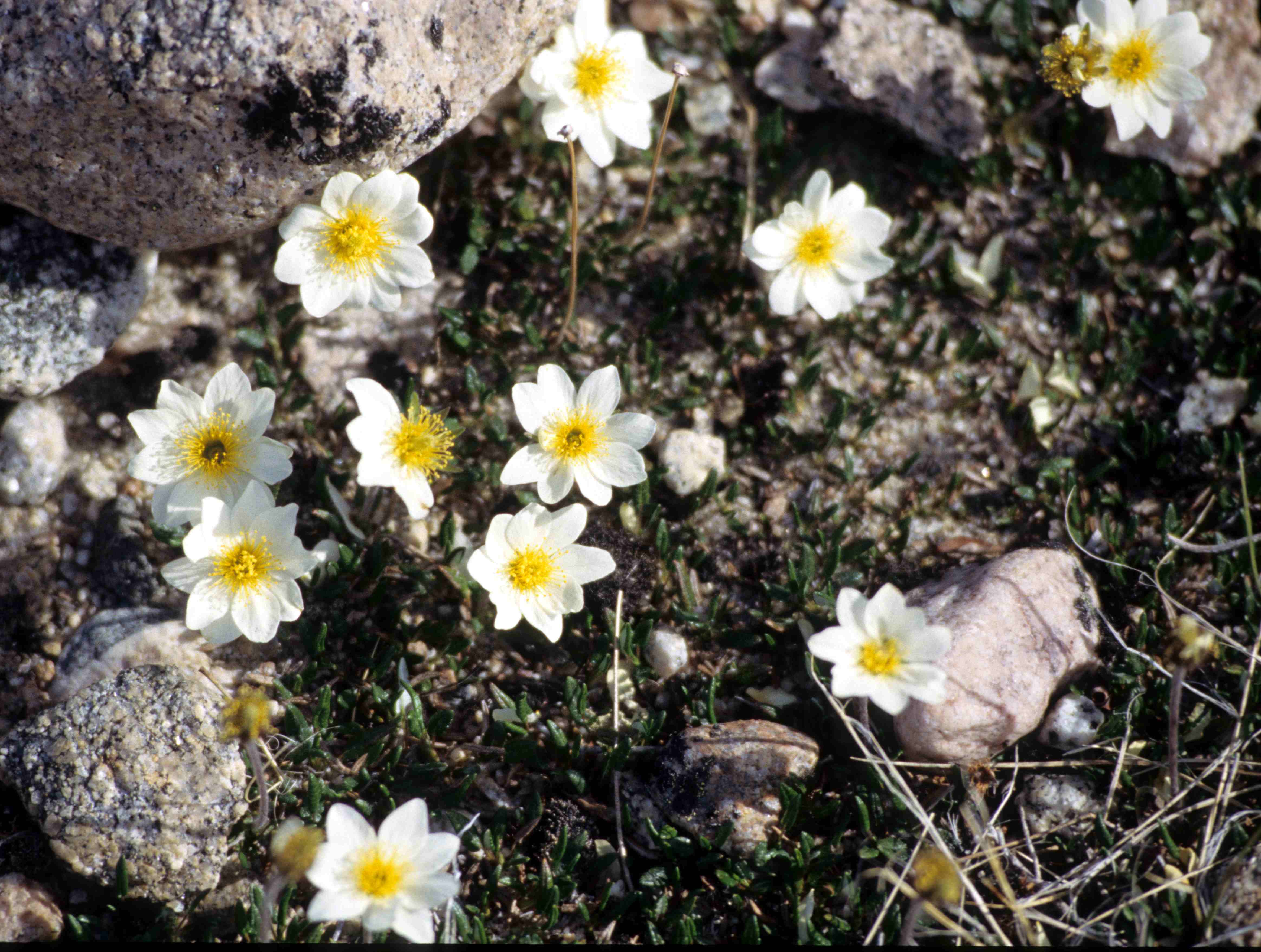
Гірські авени — територіальна квітка північно-західних територій

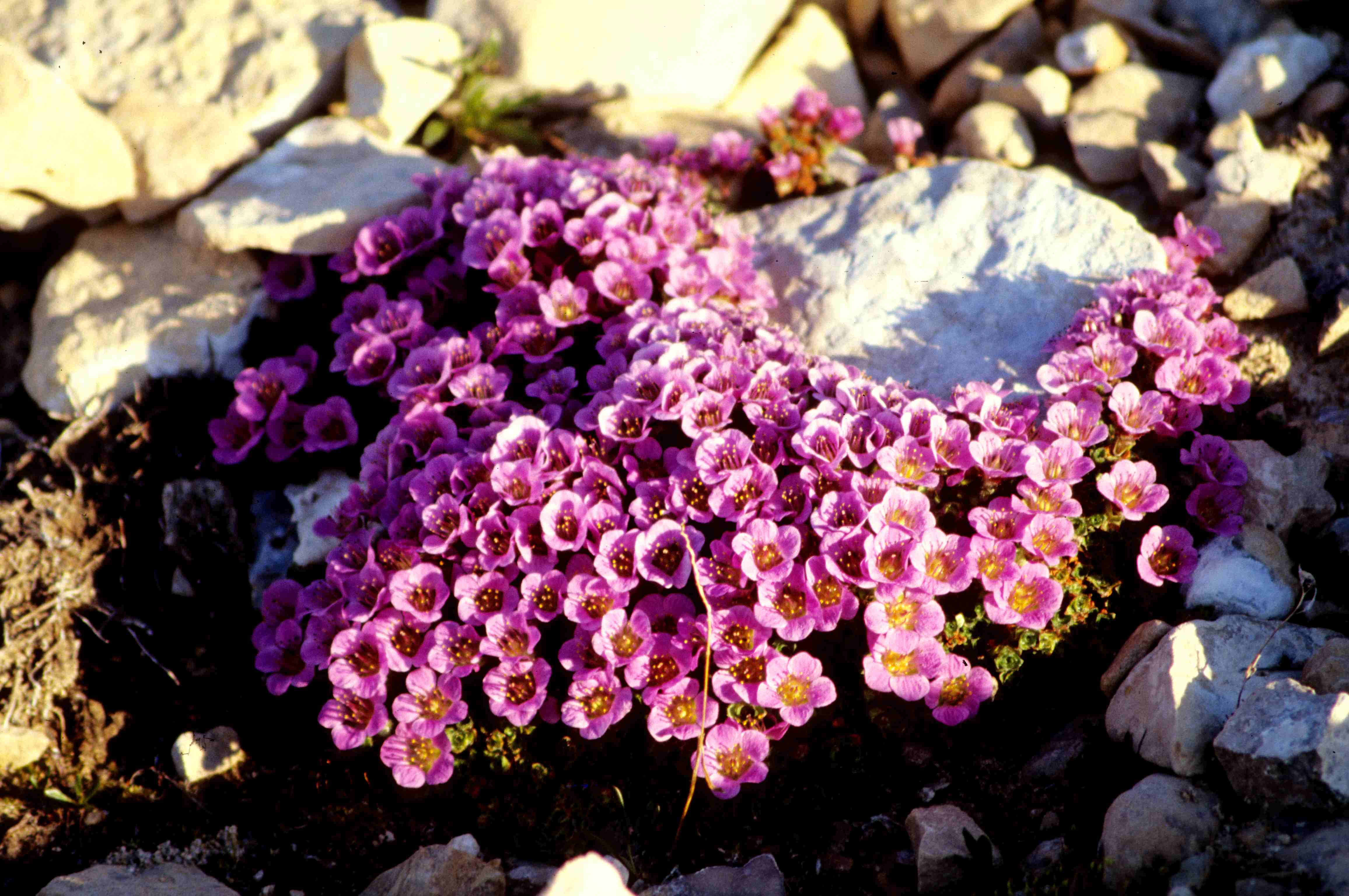
Камнеломка пурпурова — територіальна квітка Нунавуту

- Родина березові (Betulaceae) — береза карликова (Betula nana), береза карликова американська (Betula glandulosa)
- Родина пухирникові (Lentibulariaceae) — товстянка звичайна (Pinguicula vulgaris)
- Родина дзвоникові (Campanulaceae) — дзвоник одноквітковий (Campanula uniflora)
- Родина шорстколисті (Boraginaceae) — медунка морська (Mertensia maritima)
- Родина гречкових (Polygonaceae) — гірчак живорідний (Polygonum viviparum), кисличник двостовпчиковий (Oxyria digyna)
- Родина жовтецеві (Ranunculaceae) — жовтець пташиний (Ranunculus pedatifidus), жовтець карликовий (Ranunculus pygmaeus)
- Плаунові (Lycopodiaceae) — баранець звичайний (Huperzia selago)
- Родина айстрових (Asteraceae) — маргаритка альпійська (Arnica alpina), маргаритка арктична (Dendranthema arcticum), кульбаба рвана (Taraxacum lacerum), квітка мастодонта (Senecio congestus), котячі лапки (Antennaria ssp.), ромашка приморська (Matricaria ambigua), полин (Artemisia borealis)
- Родина діапензієвих (Diapensiaceae) — діапензія (Diapensia lapponica)
- Папоротеподібні (Polypodiaceae) — папороть щитівка запашна (Dryopteris fragrans)
- Родина ранникових (Scrophulariaceae) — воша арктична (Pedicularis arctica), воша волосиста (Pedicularis hirsuta), воша лабрадорська (Pedicularis labradorica), воша лапландська (Pedicularis lapponica), воша судетська (Pedicularis sudetica)
- Злакові (Poaceae або Gramineae) — вівсяниця альпійська (Festuca brachyphylla), тонконіг альпійський (Poa alpina), очерет звичайний (Calamagrostis lapponica), колосняк пісковий (Leymus arenarius), тризуб колосистий (Trisetum spicatum), ячмінь дикий (Hordeum jubatum)

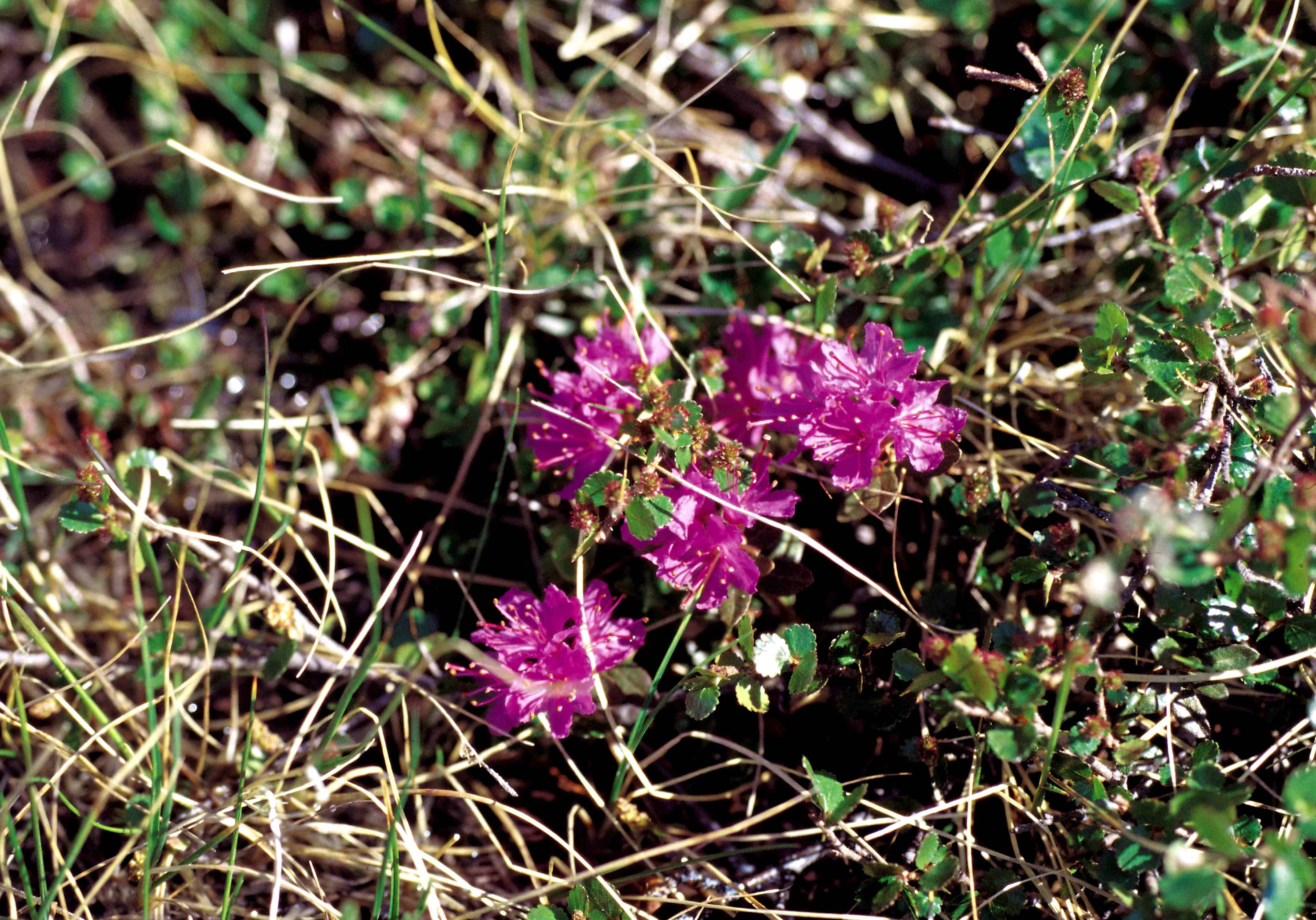
Лапландська троянда, національний парк Уккусікселік, липень 1999 р.

- Сімейство вересових (Ericaceae) — верес арктичний (Cassiope tetragonal), мучниця чорна (Arctostaphylos alpina), буяхи (Vaccinium uliginosum), багно звичайне (Rhododendron subarcticum), розмарин болотний (Andromeda polifolia), водянка чорна (Empetrum nigrum), троянда лаврова (Rhododendron lapponicum), озима великоквіткова (Pyrola grandiflora), брусниця (Vaccinium vitis-idaea)
- Родина хвощевих (Equisetaceae) — хвощ польовий (Equisetum arvense)
- Родина кермекових (Plumbaginaceae) — рядник звичайний (Armeria maritime)
- Родина лілієвих (Melanthiaceae) — асфодель болотний (Tofieldia pusilla)
- Родина капустяні (Brassicaceae або Cruciferae) — арктичний міхуровод (Lesquerella arctica)
- Родина бобові (Fabaceae, Faboideae) — вика альпійська (Astragalus alpinus), окситроп арктичний (Oxytropis arctica), окситроп блакитний (Oxytropis arctobia), корінь солодки (Hedysarum alpinum), вика солодка (Hedysarum mackenziei), жовтий окситроп (Oxytropis maydelliana)
- Родина гвоздикові (Caryophyllaceae) — арктичний міхур (Melandrium affine), моховинка вузлувата (Sagina nodosa), смілка безстебла (Silene acaulis), роговик альпійський (Cerastium alpinum), пурпурний міхурник (Melandrium apetalum), приморський піщаник (Honckenya peploides), зоряниця (Stellaria longipes)
- Родина макові (Papaveraceae) — Мак арктичний (Papaver radicatum)
- Родина трояндових (Rosaceae) — перстач (Potentilla) або перстач гусячий (Potentilla anserina або Argentina anserina), морошка (Rubus chamaemorus), дріада восьмипелюсткова (Dryas octopetala) (квітка північно-західних територій), перстач сніговий (Potentilla nivea)
- Родина ломикаменевих (Saxifragaceae, saxifrage) — ломикамінь цибулинний (Saxifraga cernua), жовтяниця (Chrysosplenium), білозір (Parnassia), ломикамінь колючий (Saxifraga tricuspidata), ломикамінь супротивнолистий (Saxifraga oppositifolia) (квітка Нунавуту)
- Осикові (Cyperaceae) — пухівка Шойхцера (Eriophorum scheuchzeri), пухівка піхвова (Eriophorum vaginatum), осока (Carex ssp.)
- Родина подорожникові (Plantaginaceae (див. Hippuris або Hippuridaceae)) — водяна сосонка звичайна (Hippuris vulgaris)
- Родина вербових (Salicaceae, salix) — верба арктична (Salix arctica), верба платанолиста (Salix planifolia), верба трав'яна (Salix herbacea), верба сітчаста (Salix reticulata), верба повзуча (Salix arctophila)
- Родина знітових (Onagraceae) — зніт вузьколистий (Epilobium angustifolium) (квітка Юкону)
- Родина озимих (Pyrolaceae) -

## Туризм

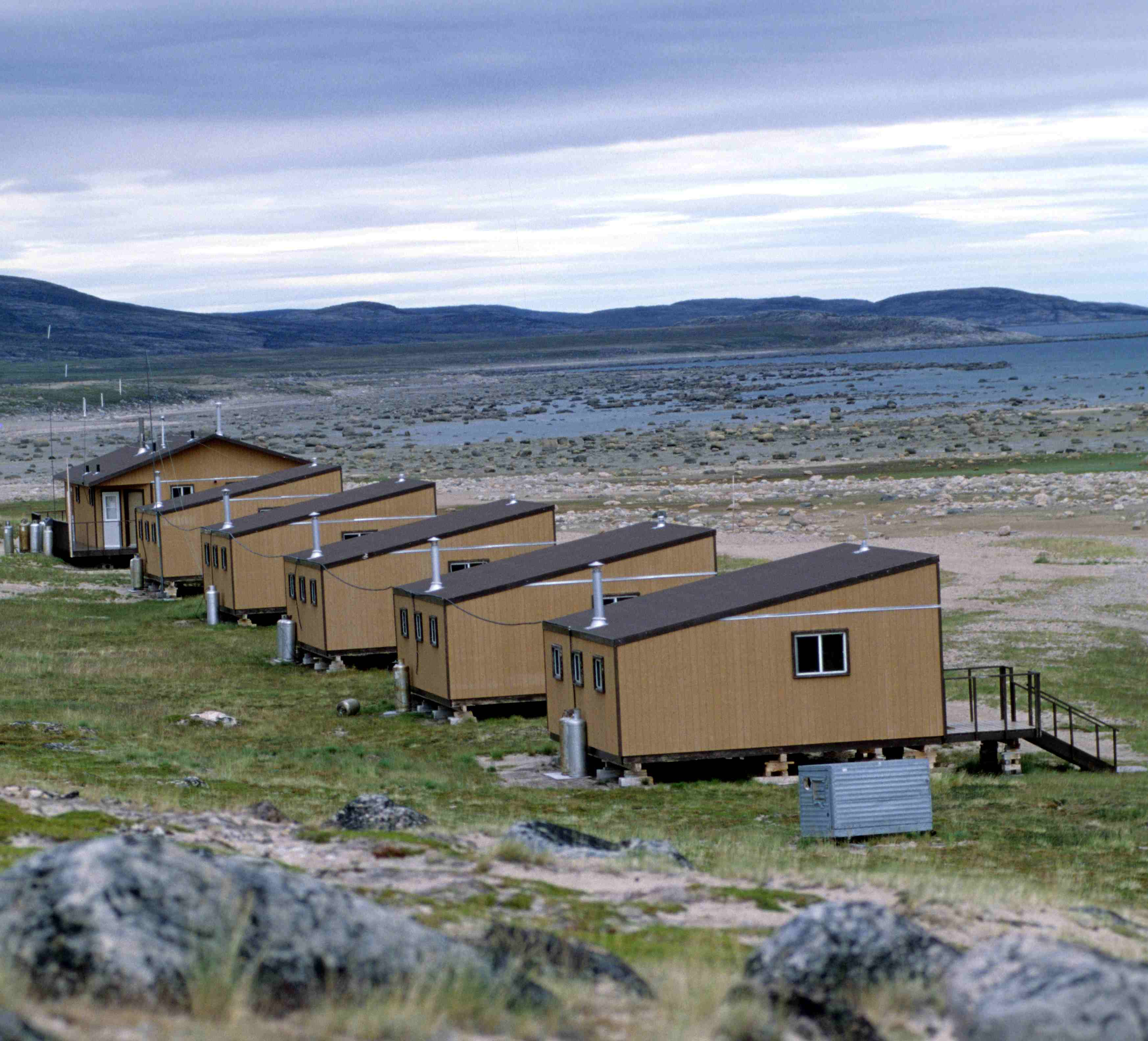
Сіла Лодж, Вагер-Бей

Зазвичай парк можна відвідати лише упродовж кількох літніх тижнів, з початку липня до початку серпня. До цього у Вагер-Бей занадто багато льоду, щоб туди можна було потрапити на човні, і восени інуїти кажуть: «Улітку ви можете спостерігати за білими ведмедями. Потім за тобою стежитимуть!»
До місця можна дістатися найнятим літаком — зазвичай він відправляється з Бейкер-Лейк, приблизно за 350 км (220 миля), куди прибувають регулярні рейси з Ранкін-Інлет. Також можна під'їхати на моторному човні з затоки Репалс, де є станція парків Канади, але через можливі проблеми з льодом це може тривати довше, а тому розглядатиметься лише дослідниками чи кіногрупами, які мають привезти багато обладнання.
Єдина злітно-посадкова смуга в парку розташована біля річки Сила на північному узбережжі затоки Вагер. У 1987 році інуїти з цього району побудували тут Sila Lodge. Садиба була відкрита на кілька тижнів влітку, щоб дозволити любителям природи залишитися в цьому районі. Через високу вартість перельотів лодж мало використовувався з 2002 року. Із Sila Lodge пропонувалися екскурсії з гідом, наприклад, екскурсії на човнах до островів Вагер-Бей або до озера Форд через реверсивний водоспад, до колишнього форпосту компанії Гудзонової затоки або прогулянки околицями, де можна було знайти вражаючі реліквії більш ранні поселення, такі як кільця наметів, кармак та інуксук. Місце можна використовувати як відправну точку для туристичних подорожей, але з відповідними запобіжними заходами щодо білих ведмедів у цьому районі.

### Пішохідні маршрути

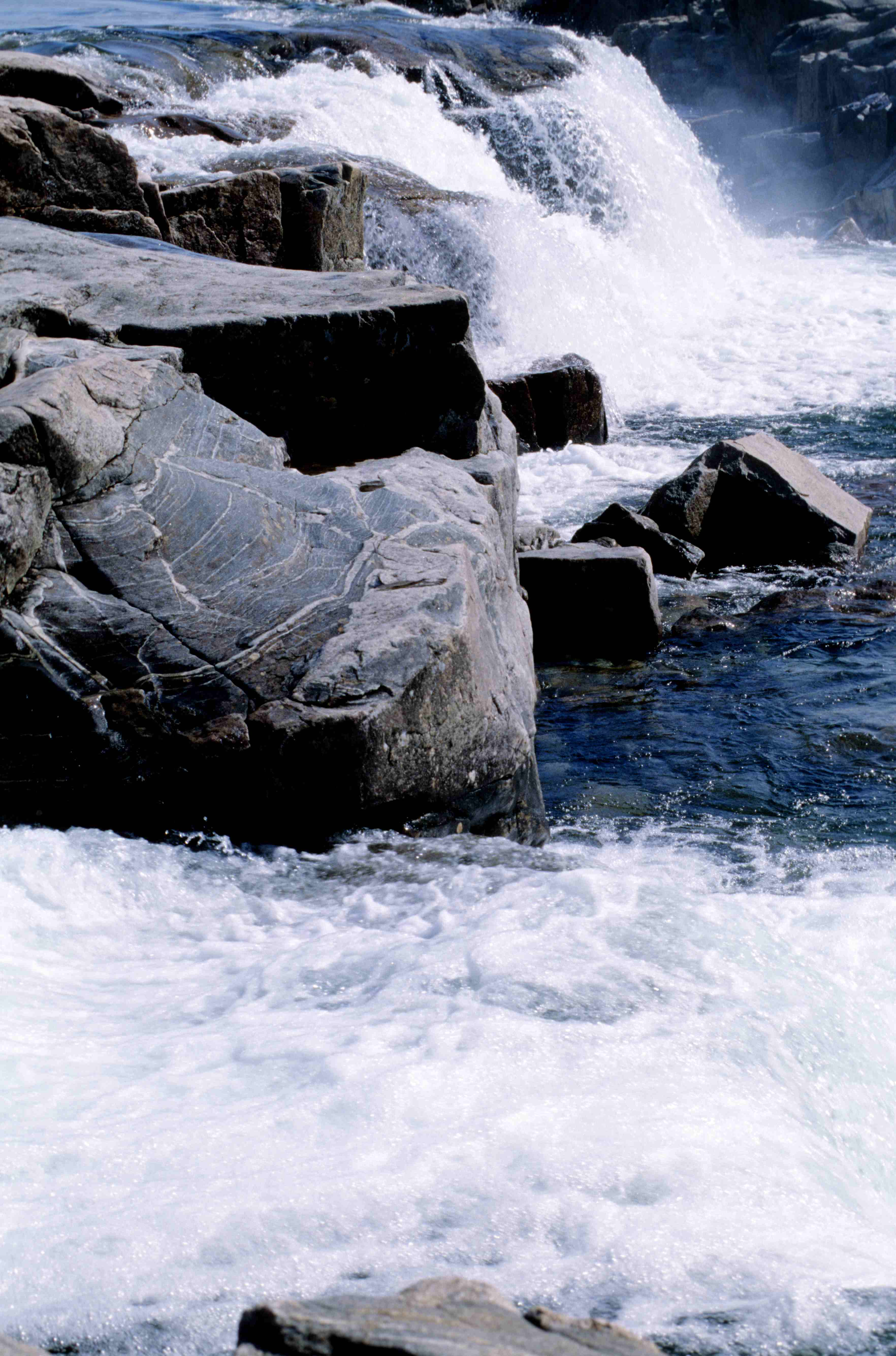
«Четвертий водоспад» річки Сила — типові скелі Канадського щита

До цих долин, водоспадів і озер можна дістатися пішки від району Sila Lodge:
- Перший (найнижчий) водоспад р. Сила — всього: 4 км (2,5 миля) | час прогулянки: 1 год | загальний час: 1,5 години | перепад висот: 40 м (130 фут) | пік: 4 м (13 фут) | складність: легко
- Перетин Tinittuktuq Flats — всього: 6 км (3,7 миля) | час прогулянки: 1,5 години | загальний час: 5 годин | перепад висот: 80 м (260 фут) | пік: 30 м (98 фут) | складність: легко
- До Корабельної бухти — всього: 10 км (6,2 миля) | час прогулянки: 2,5 години | загальний час: 4 години | перепад висоти: 50 м (160 фут) | пік: 30 м (98 фут) | складність: легка-середня
- Другий водоспад річки Сила — всього: 8 км (5,0 миля) | час прогулянки: 2,5 години | загальний час: 5 годин | перепад висот: 160 м (520 фут) | пік: 110 м (360 фут) | складність: середня
- Третій і четвертий водоспад річки Сила і Соколина ущелина — всього: 8 км (5,0 миля) | час прогулянки: 2,5 години | загальний час: 5 годин | перепад висот: 416 м (1 365 фут) | пік: 110 м (360 фут) | складність: середня
- Рибальський похід — всього: 10 км (6,2 миля) | час прогулянки: 3 години | загальний час: 5 годин | перепад висот: 200 м (660 фут) | пік: 150 м (490 фут) | складність: середня
- До озера Батерфляй — всього: 16 км (9,9 миля) | час прогулянки: 5 годин | загальний час: 8 годин | перепад висот: 400 м (1 300 фут) | пік: 250 м (820 фут) | труднощі: (дуже) важко

## Фотогалерея

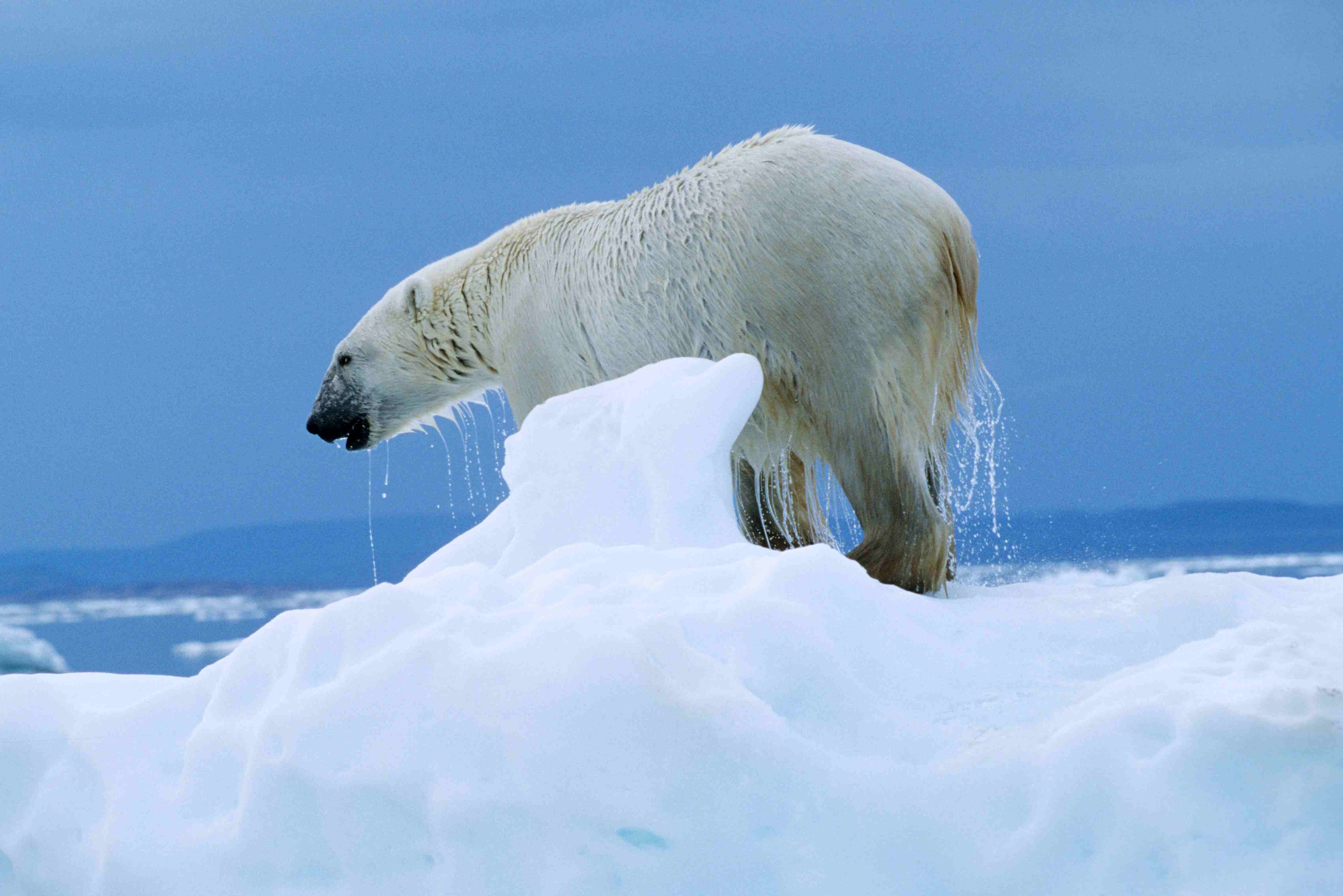
Полярний ведмідь (Ursus maritimus) виходить на крижаний потік
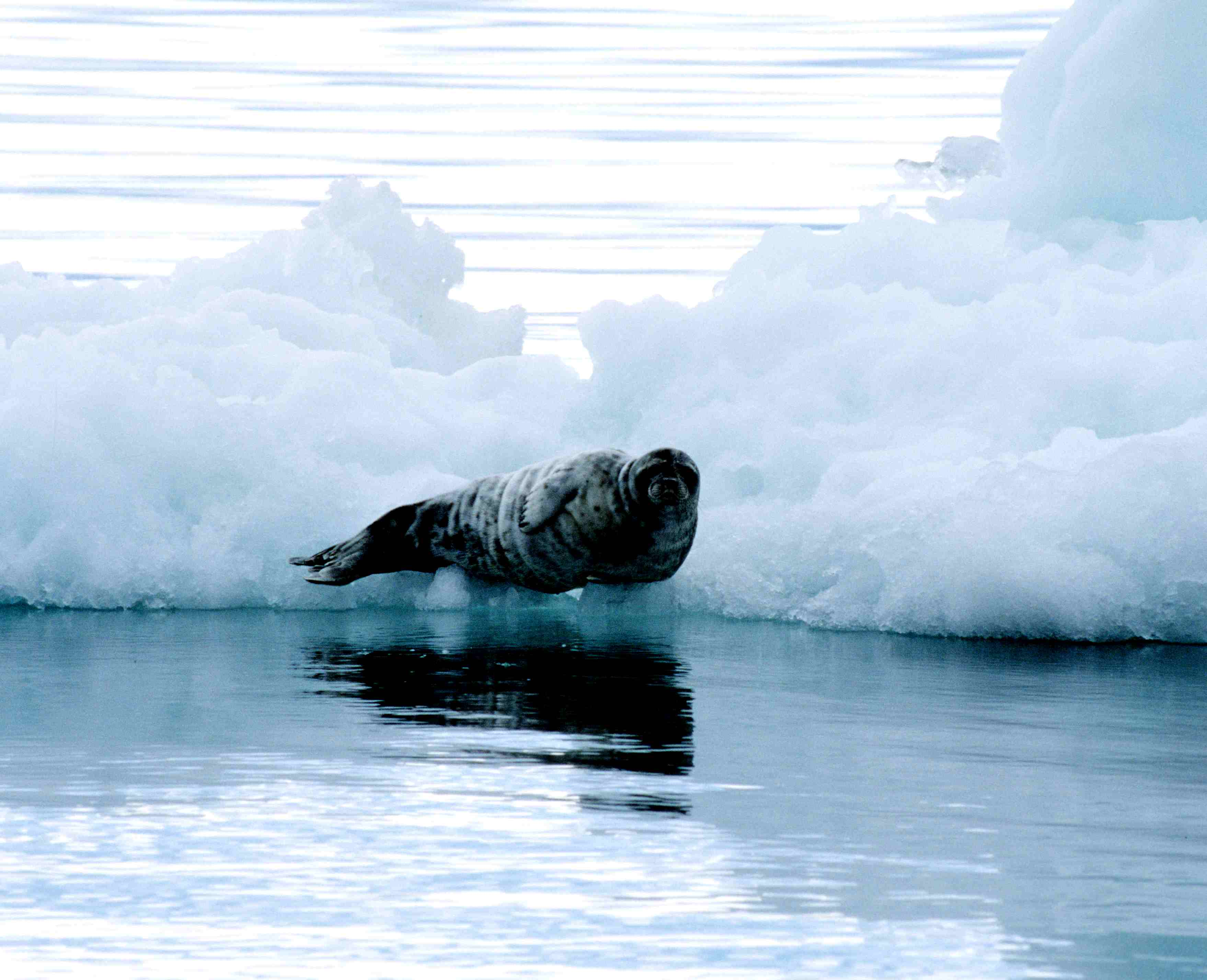
Бородатий тюлень (Erignathus barbatus) на крижаному потоці в затоці Вагер
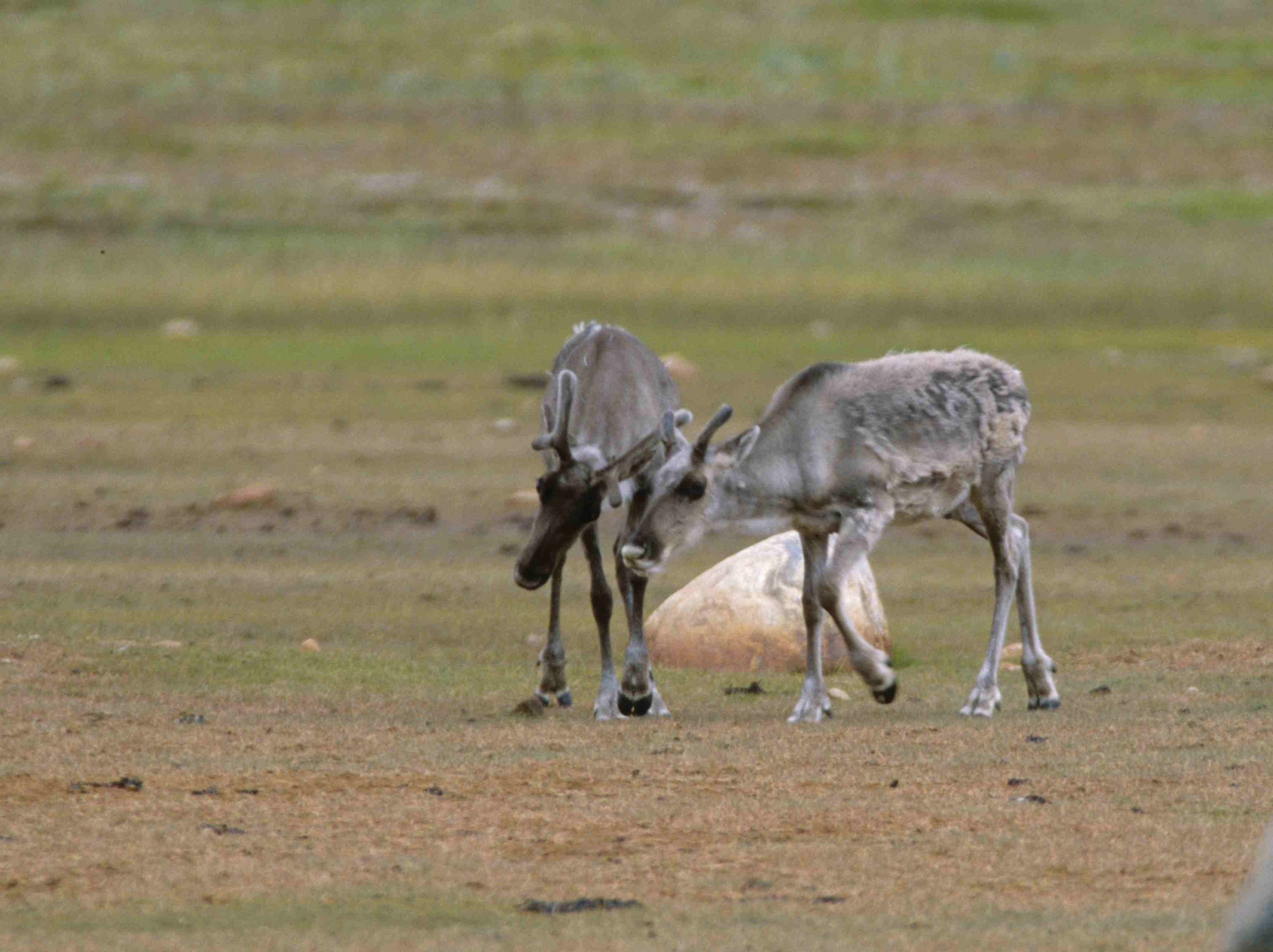
Двоє молодих барренлендських карибу (Rangifer tarandus groenlandicus) біля затоки Вагер
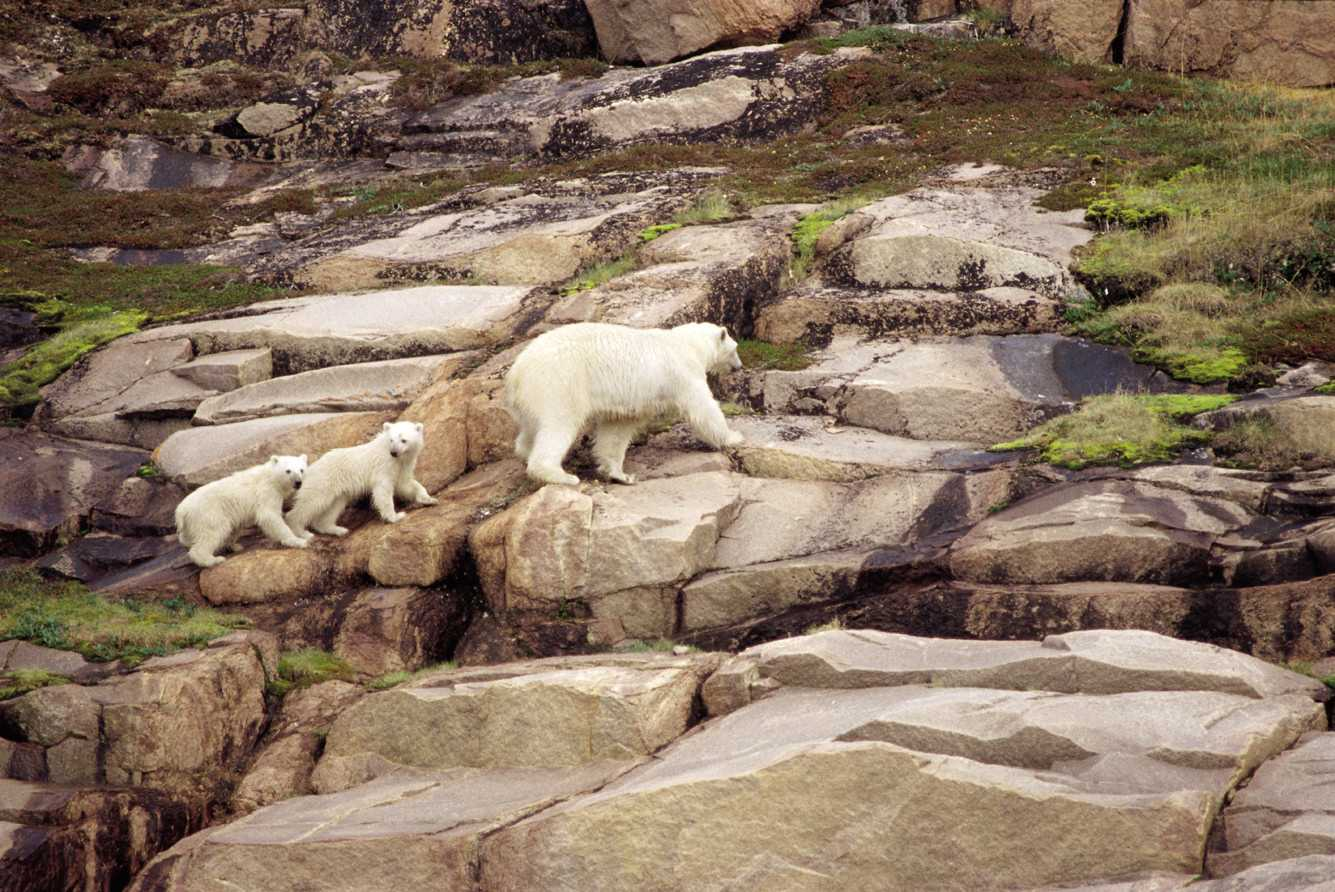
Біла ведмедиця та двоє ведмежат піднімаються на острів Гіллемот
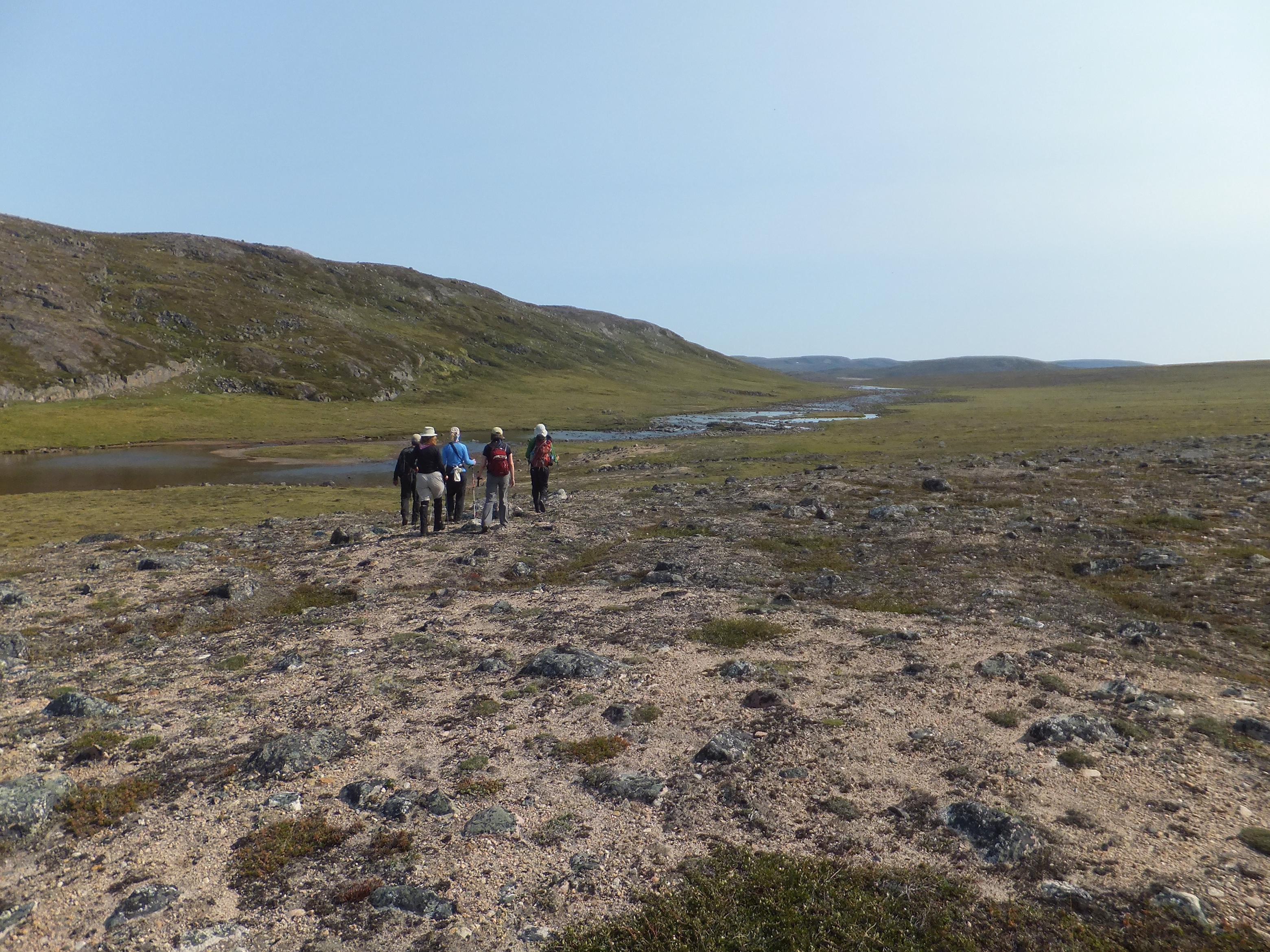
Східне розгалуження р. Сила
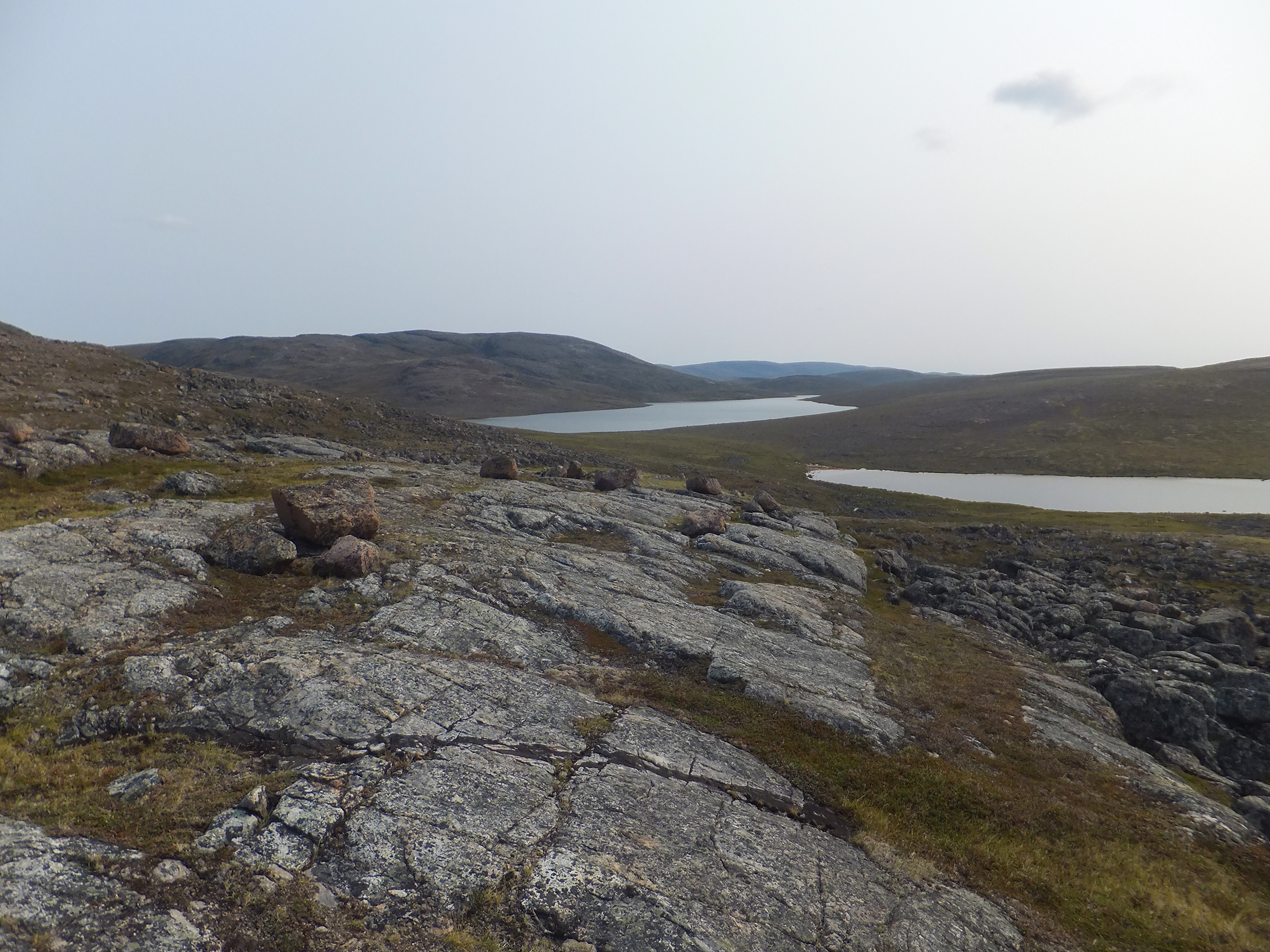
Інтер'єр парку за річкою Сила

## Книги
- Довідник Нунавут, Ікалуїт 2004ISBN 0-9736754-0-3
- Walk, Ansgar: Der Polarbär kam spät abends — Skizzen von der Wager Bay, Pendragon Verlag Bielefeld, 2002ISBN 3-934872-22-0 (нім.) ["Білий ведмідь прийшов пізно вночі: замальовки затоки Вагер"; немає англійського видання книги.]